# Capacete

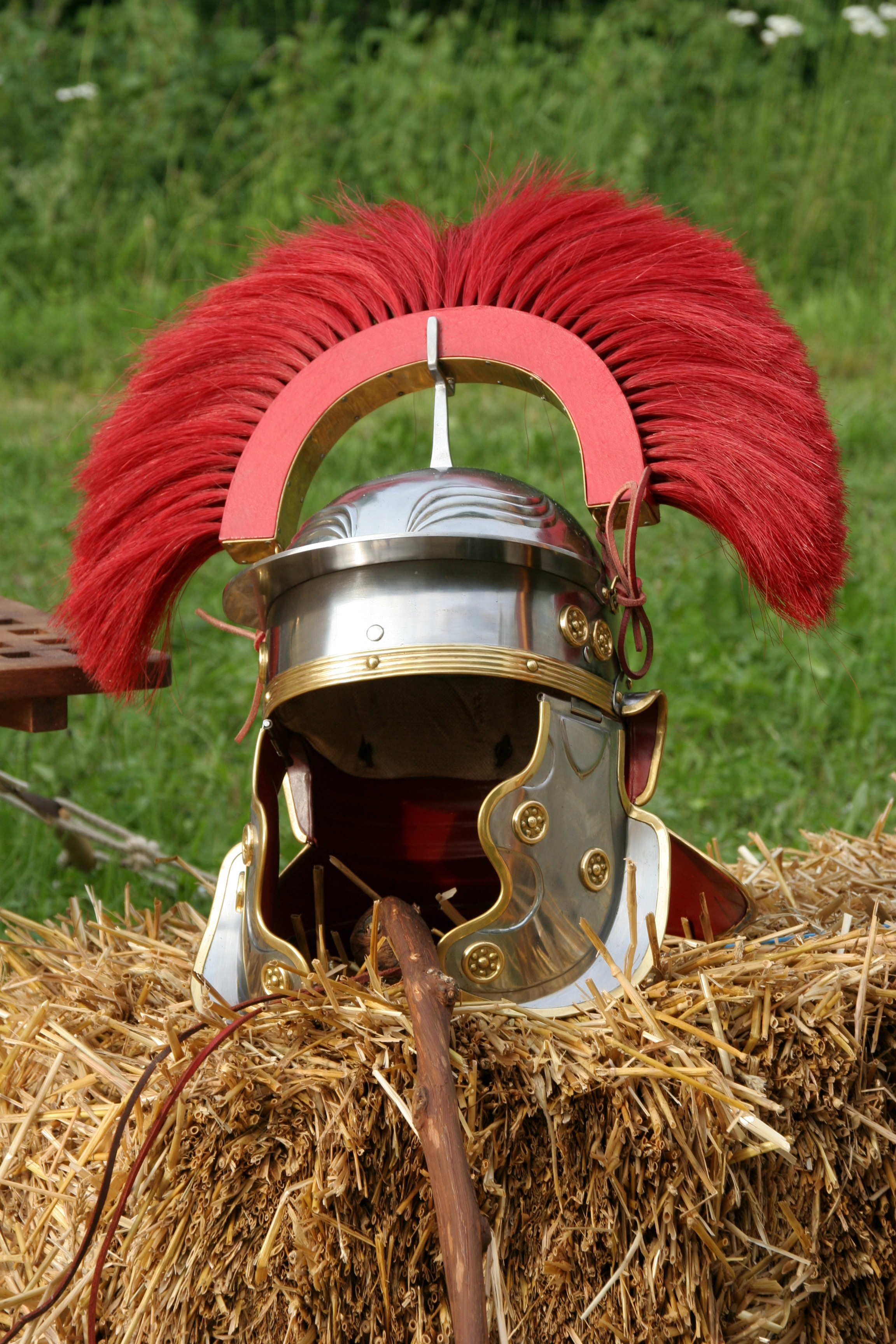
Réplica do capacete do tipo Weisenau de um centurião romano do século II. A vitis, insígnia do posto dos centuriões, ainda pode ser vista na frente.

Capacete é um objeto que serve para proteger a cabeça de impactos externos. Existem capacetes para várias aplicações, variando quanto à segurança oferecida. No caso dos motociclistas, os capacetes protegem em caso de quedas ou colisões. Capacetes de aplicação militar, por sua vez, protegem contra objetos ou destroços atirados contra o usuário. Outra modalidade de capacetes - os equipamentos de proteção individual (EPI) utilizados em fábricas e construções - protegem contra queda de objetos ou ferramentas.

## Capacete para motociclismo
Um capacete motociclístico é um tipo de proteção utilizado na cabeça por condutores e passageiros de motocicletas. Tem a finalidade principal de proteger o crânio dos ocupantes do veículo em caso de impacto, prevenindo ou reduzindo os danos e as lesões que poderiam ser causadas. É de uso obrigatório em muitos países, assim como no Brasil, em que todos os modelos devem ser certificados pelo Inmetro, e conter etiqueta com sua data de fabricação.
O interior desse capacete geralmente é acolchoado, com isopor, espumas e outros tecidos. Exteriormente (casco) são feitos de materiais muito rígidos e indeformáveis, como plásticos de engenharia e fibra de carbono. As viseiras, via de regra, são feitas de policarbonato, um material transparente mas altamente resistente.

## Capacetes para mergulho

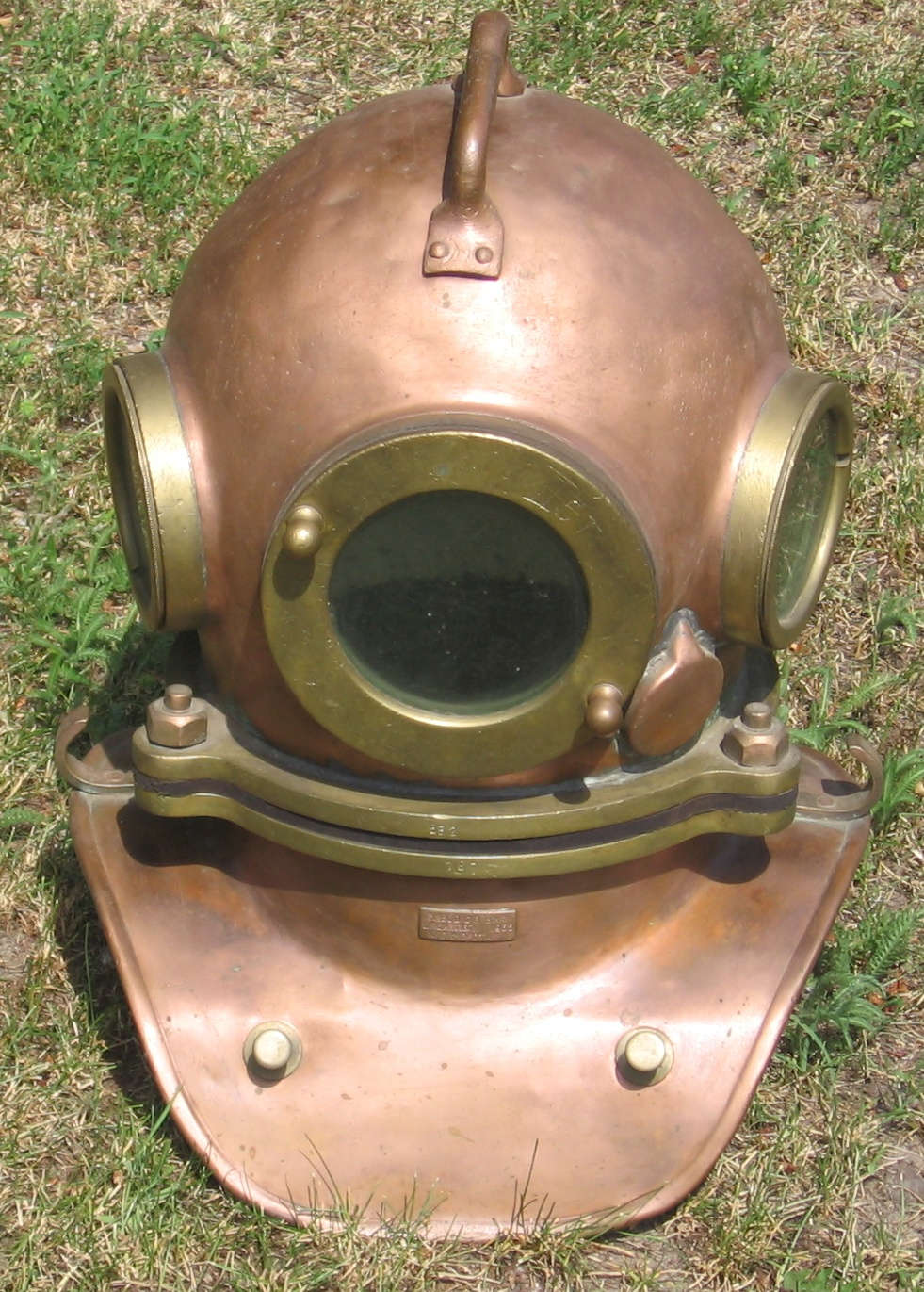
Antigo capacete de mergulho

Originalmente, os capacetes de mergulho eram partes fundamentais dos escafandros (equipamento de mergulho tipo Kirby Morgan) mais usados em mergulho profissional, como por mergulhadores em plataformas de petróleo.

## Capacete como equipamento de proteção individual

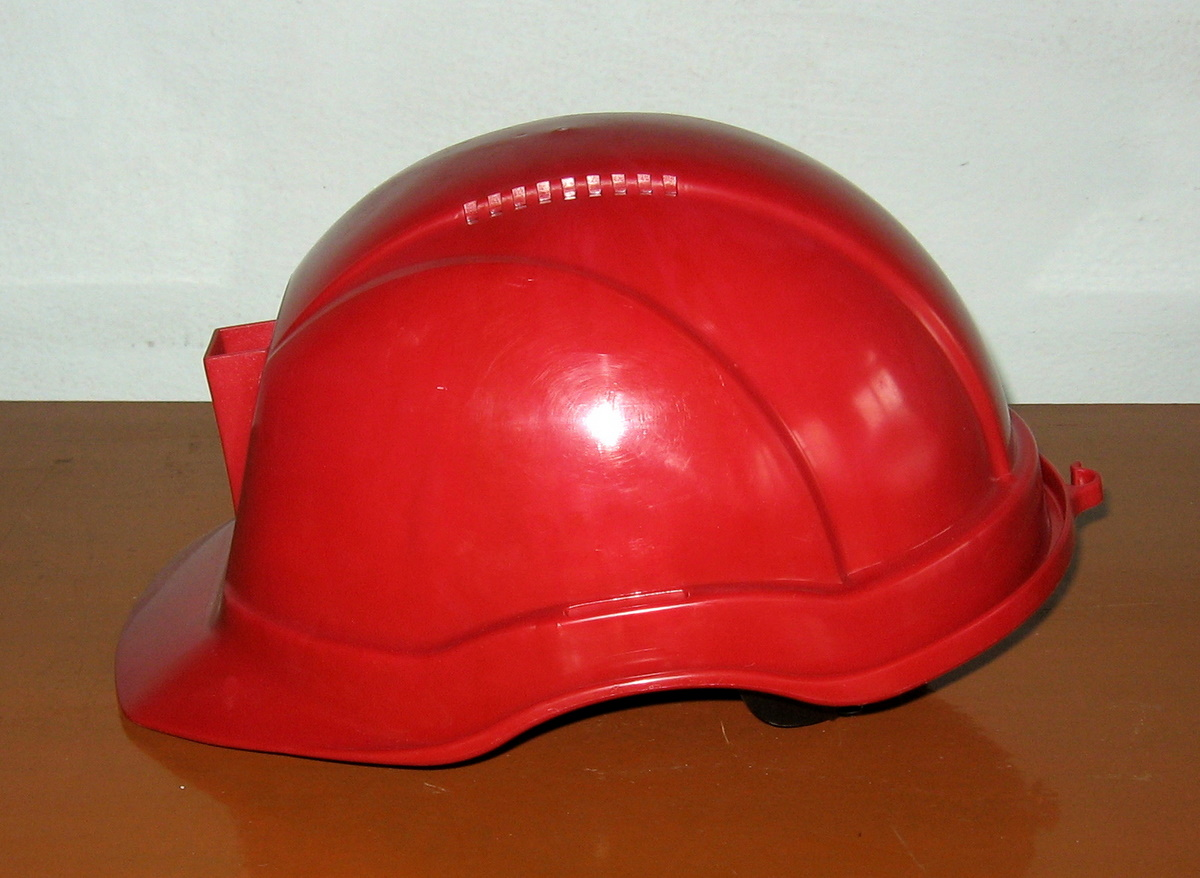
Capacete de minerador

Esses capacetes são utilizados principalmente em construção civil (prédios, ferrovias, barragens, estradas e também no interior de certos tipos de fábricas ou em minas. São um dos principais itens de segurança do trabalho.
Possuem, geralmente, uma cor para cada função na obra (engenheiros, encarregados ou mestres, carpinteiros, armadores, eletricistas, encanadores, ajudantes, etc.), no intuito da melhor identificação e visualização de equipes de trabalho dentro da obra. Geralmente são de material plástico com suporte interno regulável (carneira), sendo que alguns têm viseiras adaptadas e resistentes.

## Capacete militar

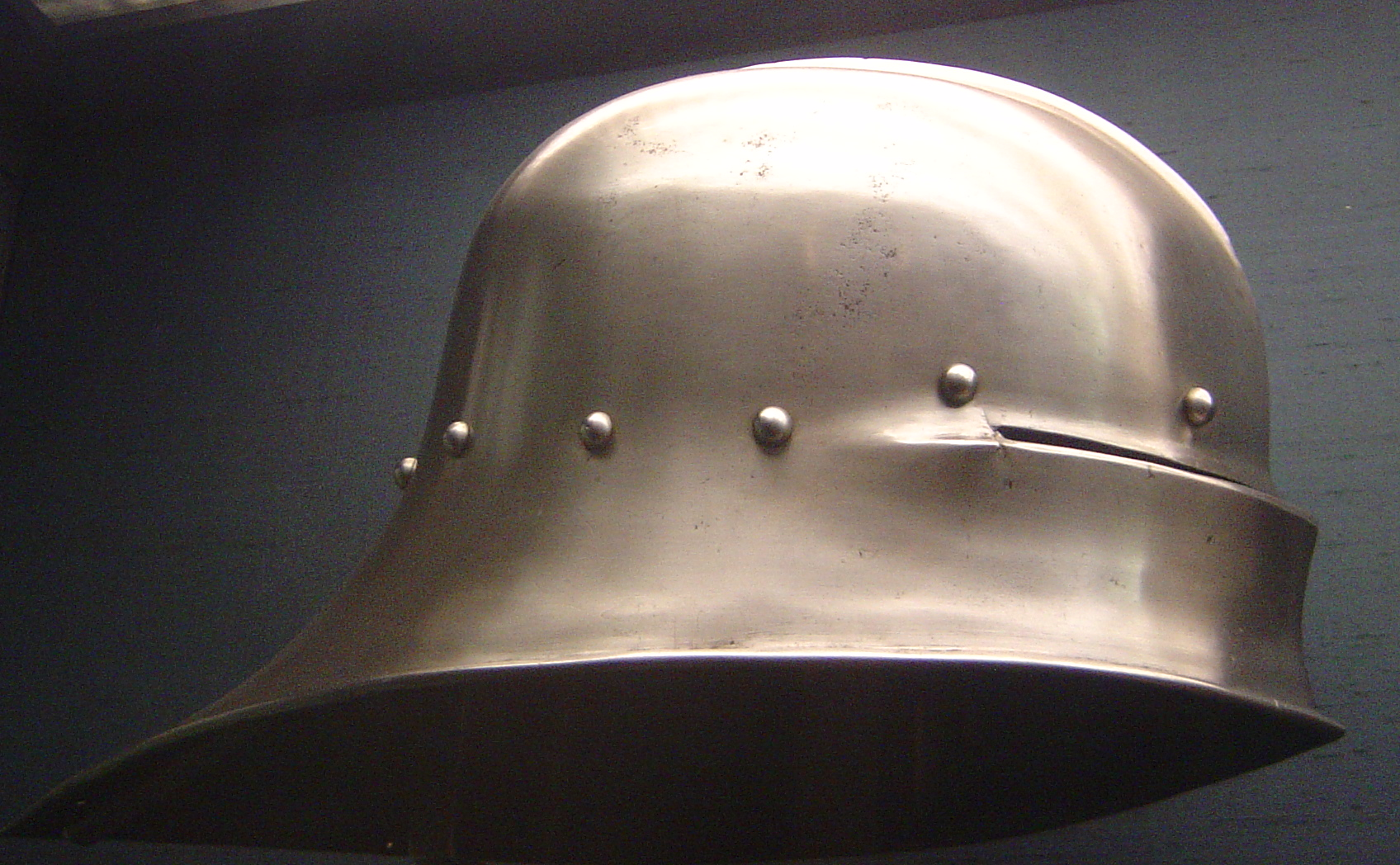
Capacete medieval

Existem vários tipos de capacetes militares, variando em sua aplicação e material de construção, que pode ser fibras, plástico de engenharia ou chapas de aço. De um lado, há os capacetes utilizados em tropas de choque, para conter manifestações populares, que têm estrutura bastante similar aos EPIs e possuem viseira bastante resistente e ampla, feita em policarbonato espesso.
Há ainda os capacetes utilizados por tropas do exército, visando proteção contra destroços e armas e também os capacetes usados pela força aérea, celebrizados em filmes como Top Gun, que além de oferecer proteção ao piloto têm acoplados suprimento de ar comprimido e transmissor de rádio.

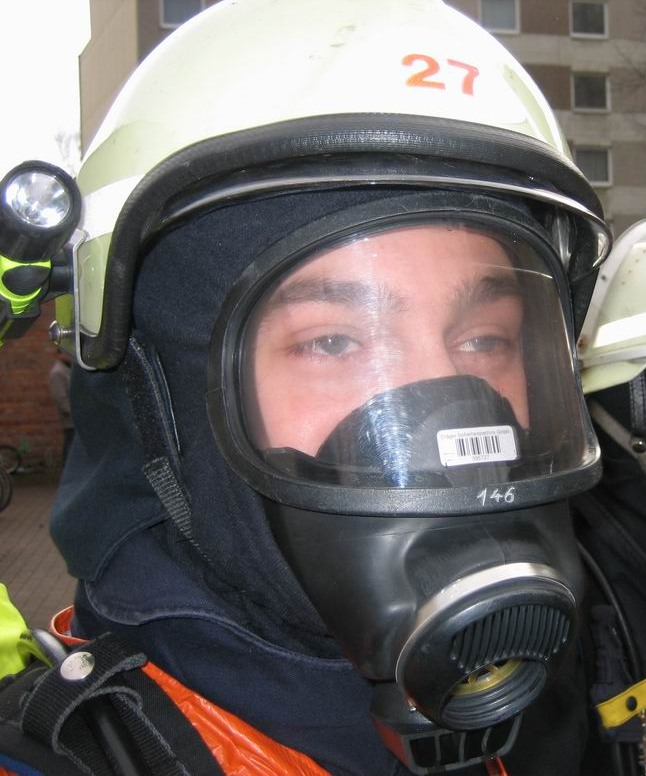
Capacete de bombeiro alemão

## Capacete de bombeiro
Os capacetes de bombeiro são equipamentos especiais que oferecem proteção para a cabeça, a face e a nuca, contra o calor, o fogo, o frio, a eletricidade, a água e objetos pesados ou pontiagudos.

## Elmo
Elmo é uma proteção utilizada no ambiente bélico, destinada a defender a cabeça do soldado. Faz parte do equipamento de guerra antiga e medieval, e se apresenta das mais variadas formas, mas sua função básica é sempre a proteção craniana. A parte que protegia a visão era designada de barbudas.
Eram, geralmente, feitos em couro, ferro e malha, e protegiam os guerreiros em combate.
Muitas histórias são baseadas nos elmos de grandes heróis. Talvez o elmo mais famoso da história seja o elmo de Odin, Aegishjalmar. O hino nacional da Itália menciona o "elmo di Scipio" (elmo de Cipião Africano).
Elmo também pode ser utilizado como nome próprio, e significa pessoa de caráter, inteligente, altruísta, protetora e bem quista pelos demais, e que têm futuro promissor em áreas como direito, contabilidade, música, teatro e medicina, com ênfase especial na Terapia Intensiva. Como derivativo do nome temos Anselmo, que indica uma pessoa de bem e capaz de vencer a si mesma.

## Outros tipos de capacetes
Além dos capacetes já citados, há ainda capacetes para uso em outras modalidades esportivas, como ciclismo, skate, patinação, hóquei, futebol americano e beisebol.
Há ainda capacetes para utilização em rapel e alpinismo; e também os célebres capacetes utilizados por pilotos de automobilismo, que, embora sejam bastante parecidos com capacetes de motociclismo, agregam bastante tecnologia e utilizam materiais de ponta.